# 埃蒙维尔
埃蒙维尔（法語：Hermonville，法語發音：[ɛʁmɔ̃vil]）是法国马恩省的一个市镇，位于该省西北部，属于兰斯区。

## 地理
埃蒙维尔（49°20'7"N, 3°54'31"E）面积13.3 平方千米，位于法国大東部大區马恩省，该省份为法国东北部内陆省份，北起阿登省，西北接埃纳省，西南接塞纳-马恩省，南至奥布省，东南接上马恩省，东临默兹省。
与埃蒙维尔接壤的市镇（或旧市镇、城区）包括：科鲁瓦莱埃蒙维尔、布旺库尔、舍奈、卢瓦夫尔、佩维、普永、特里尼、维莱弗朗克。

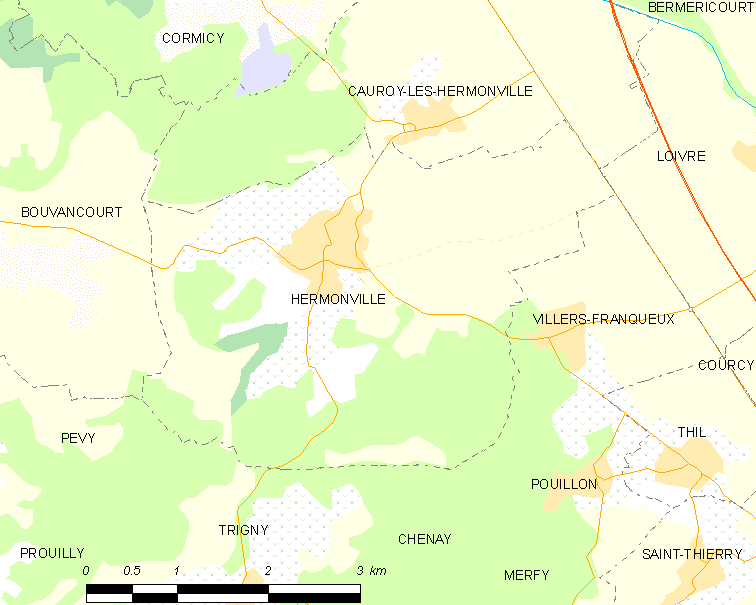
埃蒙维尔的OSM定位图

埃蒙维尔的时区为UTC+01:00、UTC+02:00（夏令时）。

## 行政
埃蒙维尔的邮政编码为51220，INSEE市镇编码为51291。

## 政治
埃蒙维尔所属的省级选区为勃艮第-弗雷讷县。

## 人口

1962-2008年间埃蒙维尔人口变化图示

埃蒙维尔于2022年1月1日时的人口数量为1409人。